# Jan (Schiff, 1921)
Die Jan ist eine ehemalige Hamburger Hafenbarkasse. 

## Geschichte
Die Barkasse wurde im Jahr 1921 in Uetersen bei Schüler gebaut und wurde zunächst unter dem Namen Irmgard im Hamburger Hafen eingesetzt. Sie wurde vor allem zum Transport von Arbeitern und zum Bugsieren von Schiffen und Schuten genutzt. 
1950 ging sie in den Besitz der Werft M. A. Flint über, die sie als Schlepper und Pumpschiff nutzte. In diese Zeit fällt die Namensänderung von Irmgard in Jan. Bei Flint wurde der Benzinmotor, mit dem die Barkasse ursprünglich ausgestattet gewesen war, gegen einen 40-PS-Zweizylinder-Dieselmotor von Jastram ausgetauscht. Die Maximalgeschwindigkeit des Schiffes liegt seitdem bei 6 Knoten. 
1981 kauften drei Privatpersonen die Barkasse. Der Heimathafen des Schiffes war weiterhin Hamburg. Im Frühjahr 2019 übergaben die Besitzer das historische Schiff an den Verein Museumshafen Harburg.